# Vârful Aușelul, Munții Șureanu
Vârful Aușelul este un vârf montan din Munții Șureanu, Carpații Meridionali, având o înălțime de 2.009 metri.